# Comtés du Kenya

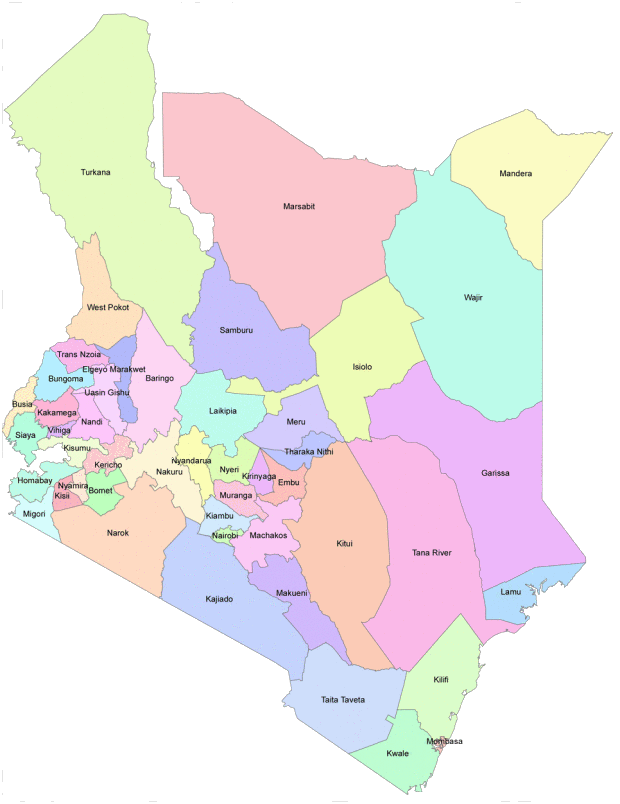
Carte des comtés.

Au Kenya, un comté (en swahili : kaunti ; en anglais : county) est une entité territoriale semi-autonome par rapport au gouvernement central. Le pays compte quarante-sept comtés créés par la réforme de la Constitution du 4 août 2010 mais qui ne sont réellement opérationnels que depuis le 28 mars 2013, consécutivement aux élections législatives du 4 mars 2013.
Depuis, les comtés remplacent administrativement les sept provinces et la région de Nairobi qui n'existent plus, et possèdent en plus des pouvoirs exécutifs et législatifs dans le cadre d'une semi autonomie au sein d'un pays pourtant unitaire.

## Pouvoirs
Ces entités peuvent lever des impôts ou adopter des règlements locaux (par ex. : urbanisme, police) ainsi que gérer les ressources naturelles, humaines et les infrastructures  pour autant que leur décision ne soit pas contraire ni à la Constitution ni aux Lois de l'État. L'autorité exécutive des comtés est responsable des moyens qui lui sont apportés par l'exécutif national.

## Structure

### Exécutif
L'autorité exécutive de chaque comté comporte un gouverneur, un vice-gouverneur plus un maximum de dix membres élus pour un mandat de cinq ans. Le gouverneur et le vice-gouverneur sont élus à la majorité relative par le corps électoral du comté, les autres membres sont nommés par le gouverneur avec l'approbation de l'Assemblée locale.

### Législatif

#### Au niveau national
- Le Sénat est composé de 68 membres issus des comtés et élus pour une période de cinq ans[4]  :
  - 48 élus directs :
    - 1 Président ex officio élu par et parmi les 47 élus directs[Quoi ?],
    - 1 Vice-président, élu par et parmi les 47 élus directs[Quoi ?],
    - 46 autres élus directs, soit 1 par comté[Quoi ?] ;

  - 20 élus par les élus directs :
    - 16 femmes nommées par les partis politiques et proportionnellement à leur représentation parmi les élus directs,
    - 2 personnes (1 homme et 1 femme) représentant les intérêts des enfants et des jeunes[5],
    - 2 personnes (1 homme et 1 femme) représentant les intérêts des personnes handicapées[6].

#### Au niveau local
Chaque comté possède sa propre Assemblée renouvelée tous les cinq ans et composée de :
- 1 Président ex officio ;
- autant d'élus que le comté compte de subdivisions municipales (Ward). Si le nombre d'élus (hormis le président) est inférieur à 25, il est porté à 25.

## Liste des comtés
Article 6.1 de la Constitution : « le territoire du Kenya est divisé par les comtés spécifiés dans le premier programme. »
| comté                            | chef-lieu  | nombre d'élus dans l'assemblée locale* | ancienne province |
| -------------------------------- | ---------- | -------------------------------------- | ----------------- |
| Mombasa                          | Mombasa    | 51                                     | côte              |
| Kwale                            | Kwale      | 34                                     | côte              |
| Kilifi                           | Kilifi     | 60                                     | côte              |
| Tana River                       | Hola       | 26                                     | côte              |
| Lamu                             | Lamu       | 25                                     | côte              |
| Taita-Taveta                     | Wundanyi   | 34                                     | côte              |
| Garissa                          | Garissa    | 51                                     | nord-orientale    |
| Wajir                            | Wajir      | 51                                     | nord-orientale    |
| Mandera                          | Mandera    | 51                                     | nord-orientale    |
| Marsabit                         | Marsabit   | 34                                     | orientale         |
| Isiolo                           | Isiolo     | 25                                     | orientale         |
| Meru                             | Meru       | 75                                     | orientale         |
| Tharaka-Nithi                    | Chuka      | 26                                     | orientale         |
| Embu                             | Embu       | 34                                     | orientale         |
| Kitui                            | Kitui      | 67                                     | orientale         |
| Machakos                         | Machakos   | 67                                     | orientale         |
| Makueni                          | Wote       | 51                                     | orientale         |
| Nyandarua                        | Ol Kalou   | 43                                     | centrale          |
| Nyeri                            | Nyeri      | 51                                     | centrale          |
| Kirinyaga                        | Kerugoya   | 34                                     | centrale          |
| Murang'a                         | Murang'a   | 60                                     | centrale          |
| Kiambu                           | Kiambu     | 97                                     | centrale          |
| Turkana                          | Lodwar     | 51                                     | vallée du Rift    |
| West Pokot                       | Kapenguria | 34                                     | vallée du Rift    |
| Samburu                          | Maralal    | 26                                     | vallée du Rift    |
| Trans-Nzoia                      | Kitale     | 43                                     | vallée du Rift    |
| Uasin Gishu                      | Eldoret    | 51                                     | vallée du Rift    |
| Elgeyo-Marakwet                  | Kapsowar   | 34                                     | vallée du Rift    |
| Nandi                            | Kapsabet   | 51                                     | vallée du Rift    |
| Baringo                          | Kabarnet   | 51                                     | vallée du Rift    |
| Laikipia                         | Rumuruti   | 26                                     | vallée du Rift    |
| Nakuru                           | Nakuru     | 96                                     | vallée du Rift    |
| Narok                            | Narok      | 51                                     | vallée du Rift    |
| Kajiado                          | Kajiado    | 43                                     | vallée du Rift    |
| Kericho                          | Kericho    | 51                                     | vallée du Rift    |
| Bomet                            | Bomet      | 43                                     | vallée du Rift    |
| Kakamega                         | Kakamega   | 97                                     | occidentale       |
| Vihiga                           | Vihiga     | 43                                     | occidentale       |
| Bungoma                          | Bungoma    | 75                                     | occidentale       |
| Busia                            | Busia      | 60                                     | occidentale       |
| Siaya                            | Siaya      | 51                                     | Nyanza            |
| Kisumu                           | Kisumu     | 60                                     | Nyanza            |
| Homa Bay                         | Homa Bay   | 67                                     | Nyanza            |
| Migori                           | Migori     | 67                                     | Nyanza            |
| Kisii                            | Kisii      | 75                                     | Nyanza            |
| Nyamira                          | Nyamira    | 34                                     | Nyanza            |
| Nairobi City                     | Nairobi    | 135                                    | Nairobi           |
| * Hormis le président ex officio |            |                                        |                   |